# Гастон Жинграс
Гастон Реджинальд Жинграс (фр. Gaston Reginald Gingras, нар. 13 лютого 1959, Теміскамінг, Квебек) — канадський хокеїст, що грав на позиції захисника.
Володар Кубка Стенлі.

## Ігрова кар'єра
Професійну хокейну кар'єру розпочав 1979 року.
1979 року був обраний на драфті НХЛ під 27-м загальним номером командою «Монреаль Канадієнс».
Протягом професійної клубної ігрової кар'єри, що тривала 18 років, захищав кольори команд «Бірмінгем Баллс» (ВХА), «Монреаль Канадієнс», «Торонто Мейпл-Ліфс» та «Сент-Луїс Блюз».
У 1986 році, граючи за клуб «Монреаль Канадієнс», став володарем Кубка Стенлі.
Загалом провів 528 матчів у НХЛ, включаючи 52 гри плей-оф Кубка Стенлі.